# میرک (جبراییل)
میرک (ترکی آذربایجانی: Mirək) یک منطقهٔ مسکونی در جمهوری آرتساخ است که در استان هادروت واقع شده‌است.